# Oste-klassen
Oste-klassen er den tyske flådes efterretningsskibe til signalefterretning.
Skibenes opgave består i hovedtræk i at befinde sig i nærheden af andre landes flådestyrker og optage deres transmissioner af forskellig slags, eksempelvis radar-, sonar- eller radiokommunikation. Ved at måle parametrene for disse transmissioner er det muligt at bestemme deres anvendelighed, samt muligvis at genkende de enkelte skibsklasser eller skibe på baggrund af deres distinkte udsendelser. Man aflytter også flere kommunikationslinier, hvorved man kan få et overblik over procedurer, samt hvor godt de forskellige enheder arbejder sammen. Alt i alt er man i stand til at få en god fornemmelse af, hvor godt disse landes flådestyrker arbejder sammen. Skibenes lidt underlige form skyldes de mange specielle sensorer, samt mulighederne for at måle nøjagtigt på forskellige frekvensbånd.
Oste-klassen hører organisatorisk under 2. Ubådseskadre (1. Unterseebootgeschwader), som hører til i Egernførde
Skibene er designet til civile standarder og er derfor et af de mere komfortable at befinde sig på – set fra besætningens synspunkt.
| Pnt. | Navn   | Kølen lagt        | Søsat              | Indgået           | Skæbne     | Kaldesignal |
| ---- | ------ | ----------------- | ------------------ | ----------------- | ---------- | ----------- |
| A52  | Oste   | 21 november 1986  | 15. maj 1987       | 30. juni 1988     | I tjeneste | DRHH        |
| A53  | Oker   | 15. december 1986 | 24. september 1987 | 24. november 1988 | I tjeneste | DRHG        |
| A50  | Alster | 14 marts 1988     | 3. november 1988   | 5. september 1989 | I tjeneste | DRHF        |

## Eksterne links
- Navynuts: German Navy (Webside ikke længere tilgængelig) (engelsk)
- Deutsche Marine: Oste-klassen (tysk)
- Spiegel.de: Ein Bild der Alster Arkiveret 27. februar 2010 hos  Wayback Machine (tysk)
- Manfred-bischoff.de: Hjemmeside med omfattende information omkring emnet elektronisk krigsførelse (tysk)